# Bojan Jorgacević
Bojan Jorgacević (en serbe en écriture cyrillique : Бojaн Joргaчeвић), né le 12 février 1982 à Belgrade en Yougoslavie (auj. en Serbie), est un footballeur international serbe qui évoluait au poste de gardien de but.
Il s'est engagé avec KAA Gent lors de la saison 2007-2008 afin de pallier le départ de Frédéric Herpoel.
Il a également évolué au FK Rad Belgrade et au FC Bruges.

## Palmarès
- Coupe de Belgique 2010 avec La Gantoise.